# Val Ferret (Suisse)
Pour les articles homonymes, voir Val Ferret.
Le val Ferret est une vallée du massif du Mont-Blanc, au sud d'Orsières, dans le canton du Valais. Elle se termine par les Petit et Grand col Ferret, qui permet le passage vers l'Italie dans la vallée du même nom.

## Géographie
Le val Ferret est traversé par la Drance de Ferret, un affluent de la Drance d'Entremont. Il abrite plusieurs glaciers : le glacier du Dolent, le glacier de l'A Neuve, le glacier de Saleinaz, le glacier d'Orny et le glacier des Angroniettes. Le val Ferret est bordé par le val d'Entremont à l'est et par le massif du Mont-Blanc à l'ouest.
Une partie du val Ferret est un district franc fédéral, une zone de protection. Il y est donc interdit d'y chasser. C'est également une vallée qui a vu en 1995 le retour du loup gris en Suisse.
Les principaux sommets qui bordent le val Ferret sont :
- le mont Dolent (3 820 m) ;
- le Tour Noir (3 837 m) ;
- l'aiguille d'Argentière (3 902 m) ;
- l'aiguille du Chardonnet (3 824 m) ;
- l'aiguille du Tour (3 452 m) ;
- le mont de la Fouly (2 870 m) ;
- le la Tsavre ou mont Ferret (2 977 m) ;
- le Grand Golliat (3 238 m).

## Villages et sites
- Orsières (901 m)
- Som-la-Proz (968 m)
- Issert (1 055 m)
- Praz-de-Fort (1 151 m)
- Les Arlaches (1 161 m)
- Branche (1 380 m)
- Prayon (1 462 m)
- La Fouly (1 597 m)
- Ferret (1 698 m)

## Transports
Le val Ferret est accessible par la route, cependant il s'agit d'un cul-de-sac. Cette route reste ouverte en hiver depuis 1965. Il n'est pas possible de rejoindre le val Ferret italien autrement qu'à pied ou à vélo de montagne. De plus, un car postal permet de rejoindre La Fouly depuis le bourg principal d'Orsières. Hors de la saison d'hiver, le car postal poursuit sa route jusqu'au hameau de Ferret.

## Randonnée
Le val Ferret est apprécié des randonneurs et emprunté par l'itinéraire du Tour du Mont-Blanc. En été, de nombreuses excursions sont possibles à partir des villages de La Fouly et de Ferret : les lacs de Fenêtre, la cabane de l'A Neuve (2 735 m), le bivouac de l'Envers des Dorées (2 976 m), le bivouac du Dolent (2 670 m), le Petit et le Grand col Ferret, la tête de Ferret (2 714 m), la Fenêtre de Ferret (2 698 m), la cabane de Saleinaz (2 691 m) accessible depuis Praz-de-Fort et le plateau de Saleinaz, moraine du glacier du même nom. En hiver, le val Ferret est fréquenté par de nombreux amateurs de ski de randonnée.